# Neoandracantha peruensis
Neoandracantha es un género monotípico de gusanos parásitos del filo Acanthocephala. El género fue creado en 2017 por Amin & Heckmann para la única especie Neoandracantha peruensis.
La especie se diferenció del género estrechamente relacionado Andracantha Schmidt, 1975 porque los miembros de Andracantha tienen troncos parecidos a Corynosoma en forma de pera agrandados previamente, sólo dos campos de espinas anteriores del tronco con espinas genitales ocasionales y testículos bilaterales o en tándem, y porque los probóscidos de las especies de Andracantha tienen considerablemente menos anzuelos que disminuyen gradualmente de tamaño posteriormente.
Neoandracantha peruensis es un endoparásito de la familia Polymorphidae.
Los estadios larvarios (cistacantos) de Neoandracantha peruensis fueron descritos a partir de Ocypode gaudichaudii recolectado en la costa del Pacífico de Perú. Si bien es poco común describir taxones de acantocéfalos desde estados inmaduros, Amin & Heckmann (2017) afirmaron que la presencia de características distintivas claras que separan el material actual de sus taxones congenéricos más cercanos, y la ausencia de adultos, justificaban el surgimiento de la nueva especie N. peruensis.

## Morfología
Los especímenes de N. peruensis tienen un tronco delgado con dos protuberancias anteriores, tres campos separados de espinas en la protuberancia del tronco anterior y ninguna espina genital en el tronco posterior. Su trompa está fuertemente protegida con 21 a 22 filas longitudinales de 22 ganchos cada una. El decimocuarto gancho es más robusto ventralmente que dorsalmente. Los cistacantos de N. peruensis también tienen un tronco posterior tubular largo y los machos tienen testículos diagonales en la parte media del tronco.

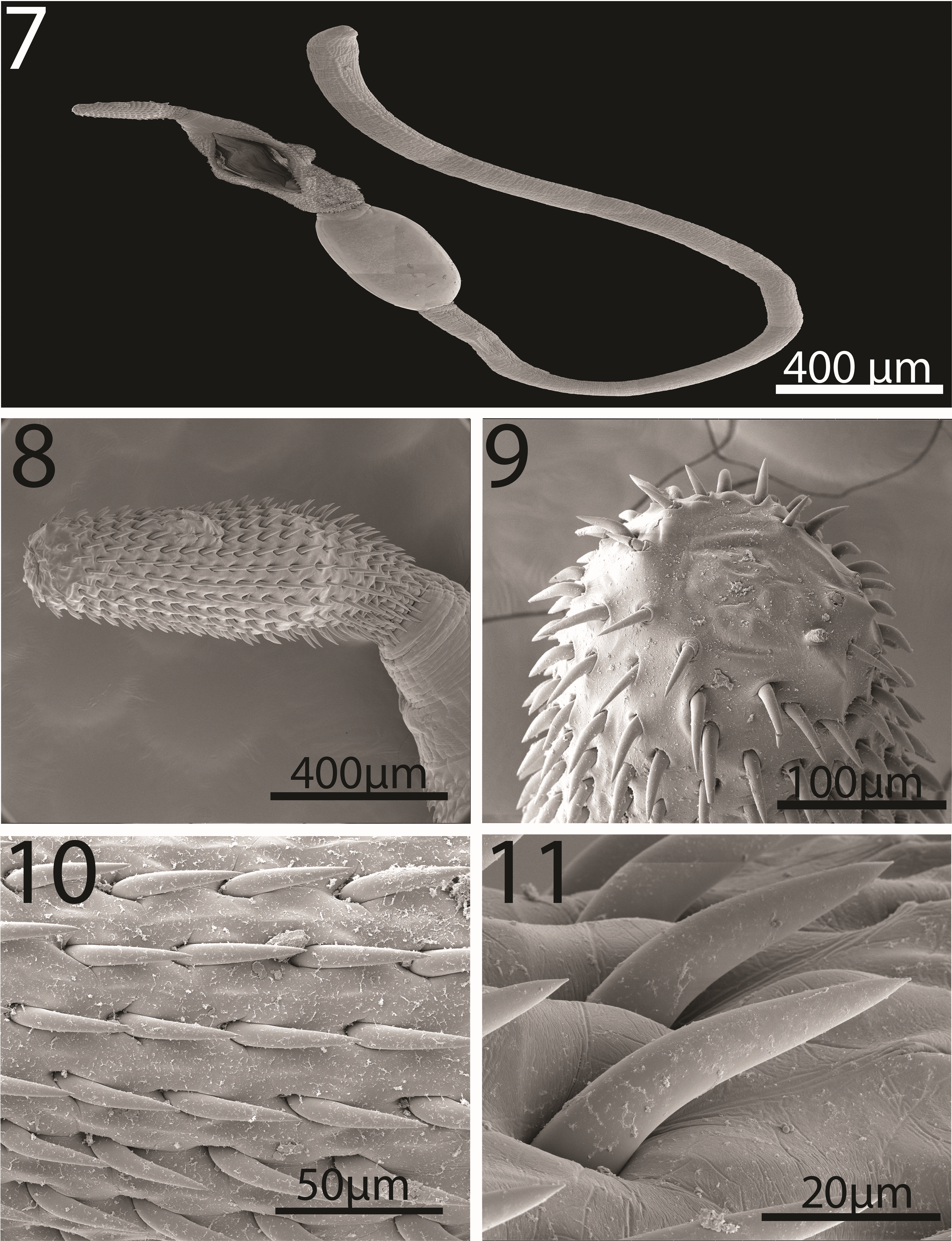
Microscopía electrónica de barrido de Neoandracantha peruensis
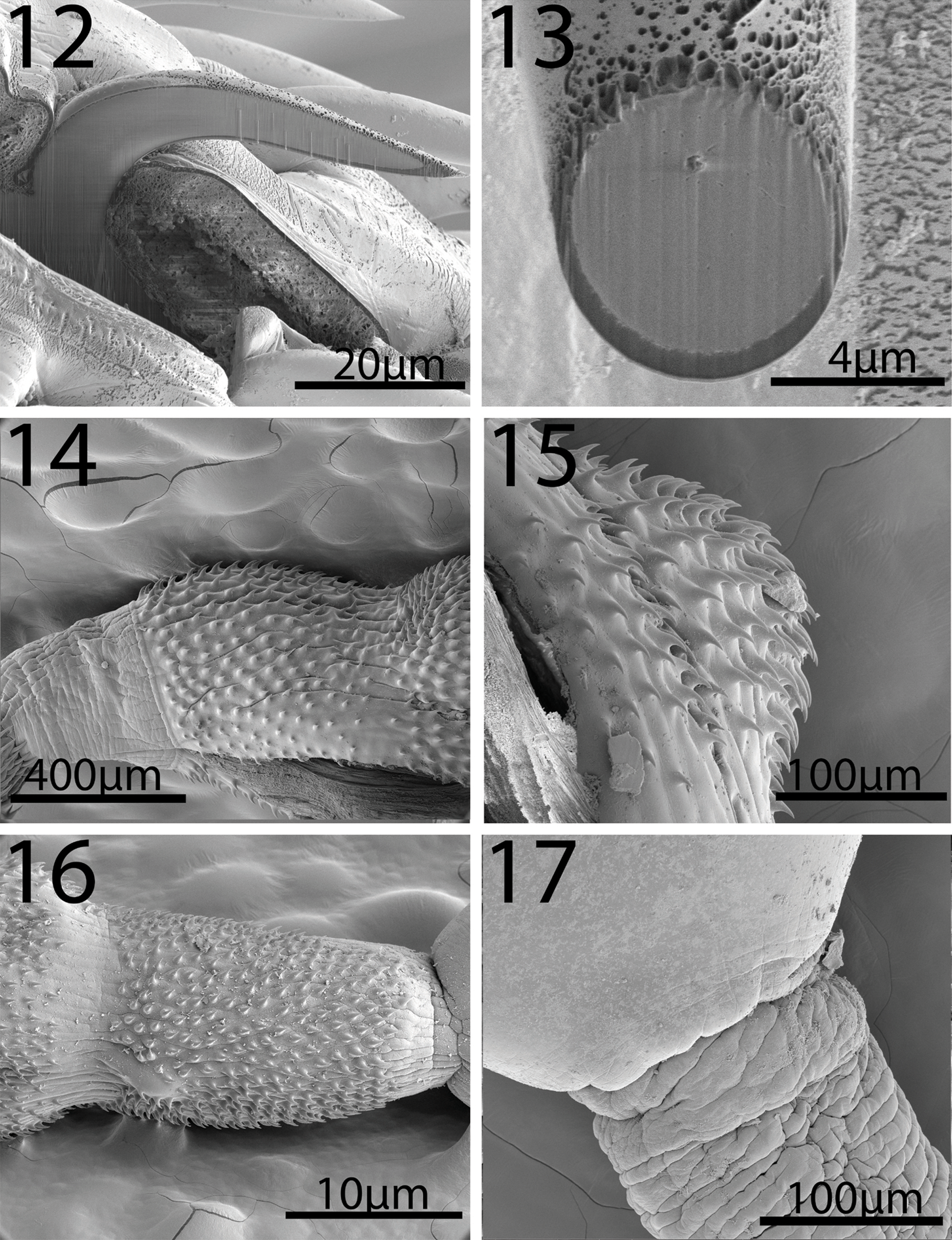
Microscopía electrónica de barrido de Neoandracantha peruensis
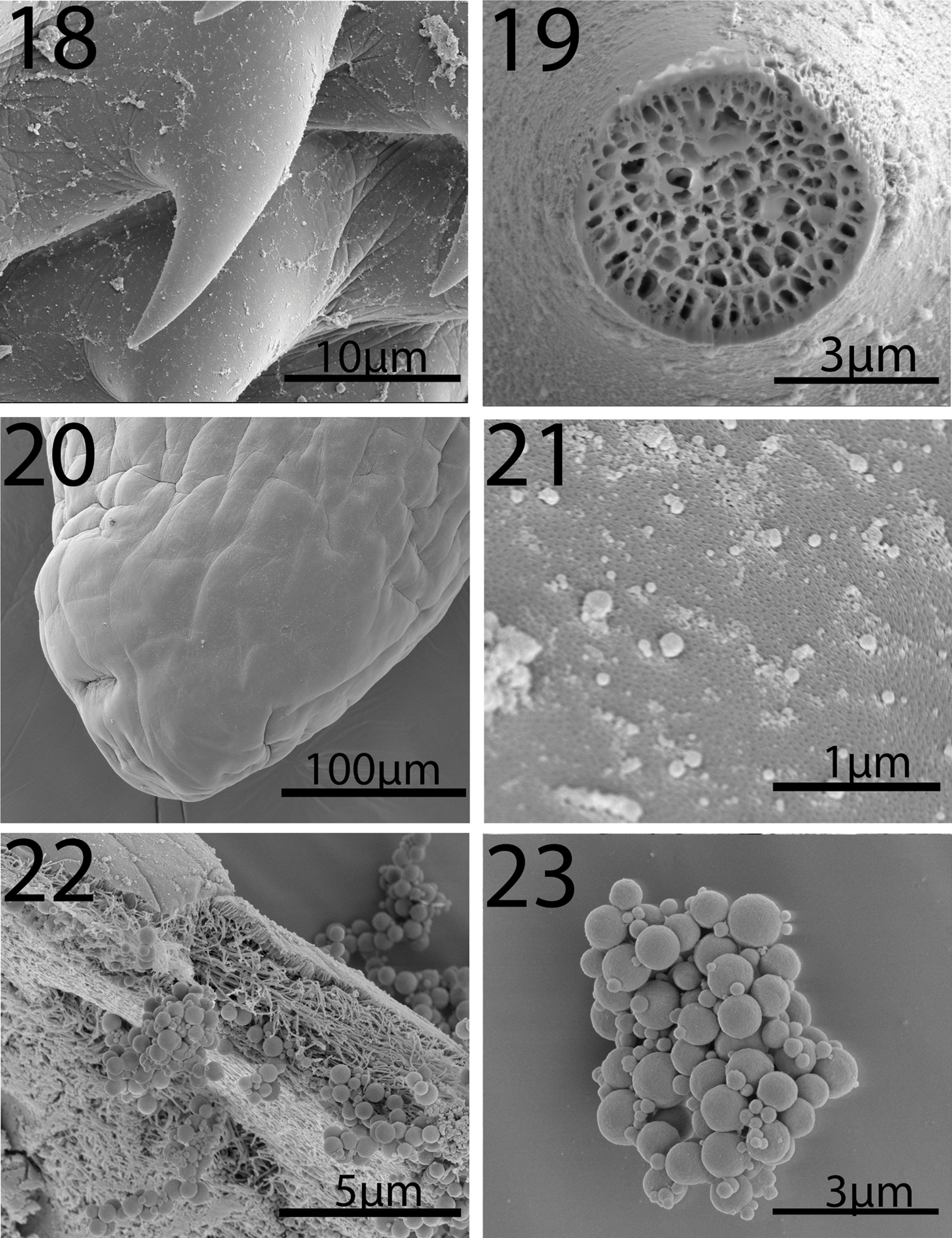
Microscopía electrónica de barrido de Neoandracantha peruensis